# Rafał A. Ziemkiewicz
Rafał Aleksander Ziemkiewicz (født 13. september 1964 i Piaseczno, Polen) er en polsk forfatter og journalist.
Ziemkiewicz læste polsk på Warszawas Universitet. Nu arbejder han som presse- og radiojournalist. Som science-fiction forfatter debuterede han i 1982 med novellen Z palcem na spuście (Med fingeren på aftrækkeren).
Tre gange fik han Janusz A. Zajdel-prisen (den mest prestigiøse polske sf-f litteraturpris):
- 1995 – roman – Pieprzony los kataryniarza (Lirekassemandens skide skæbne)
- 1996 – novelle – Śpiąca królewna (Den sovende prinsesse)
- 1998 – roman – Walc stulecia (Århundredets vals)